# La comunidad
La comunidad és una pel·lícula espanyola dirigida per Álex de la Iglesia i protagonitzada per Carmen Maura. La comèdia, de humor negre, es va estrenar el 2000 i va rebre nombrosos guardons. Va inaugurar la secció oficial del Festival Internacional de Cinema de Sant Sebastià 2000.

## Sinopsi
Julia (Carmen Maura) treballa per a una immobiliària, no té molt èxit en la vida i està casada amb Ricardo (Jesús Bonilla), un home negatiu i mediocre. La seva vida canvia quan descobreix 300 milions de pessetes en el pis d'un ancià solitari que acaba de morir, en el mateix edifici del pròxim apartament que acudeix a vendre. Si bé en un primer moment s'alegra, aviat haurà d'anar amb compte amb la resta de veïns: ells també sabien que l'ancià tenia milions guardats a casa.

## Repartiment
- Carmen Maura: Julia
- Eduardo Antuña: Charly
- María Asquerino: Encarna
- Jesús Bonilla: Ricardo
- Marta Fernández Muro: Paquita
- Paca Gabaldón: Hortensia
- Ane Gabarain: Karina
- Sancho Gracia: Castro
- Emilio Gutiérrez Caba: Emilio
- Kiti Mánver: Dolores
- Terele Pávez: Ramona
- Roberto Perdomo: Oswaldo
- Manuel Tejada: Chueca

## Palmarès cinematogràfic
Festival Internacional de Cinema de Sant Sebastià
| Any  | Categoria                             | Persona      | Resultat   |
| ---- | ------------------------------------- | ------------ | ---------- |
| 2000 | Conquilla de Plata a la millor actriu | Carmen Maura | Guanyadora |

XV Premis Goya
| Categoria                        | Persona                                                           | Resultat   |
| -------------------------------- | ----------------------------------------------------------------- | ---------- |
| Millor pel·lícula                | Millor pel·lícula                                                 | Candidata  |
| Millor director                  | Álex de la Iglesia                                                | Candidat   |
| Millor actriu protagonista       | Carmen Maura                                                      | Guanyadora |
| Millor actriu de repartiment     | Terele Pávez                                                      | Candidata  |
| Millor actor de repartiment      | Emilio Gutiérrez Caba                                             | Guanyador  |
| Millor guió original             | Álex de la Iglesia Jorge Guerricaechevarría                       | Candidats  |
| Millor música original           | Roque Baños                                                       | Candidat   |
| Millor fotografia                | Kiko de la Rica                                                   | Candidat   |
| Millor muntatge                  | Alejandro Lázaro                                                  | Candidat   |
| Millor direcció artística        | José Luis Arrizabalaga Biaffra                                    | Candidats  |
| Millor direcció de producció     | Juanma Pagazaurtundua                                             | Candidat   |
| Millor vestuari                  | Francisco Delgado                                                 | Candidat   |
| Millor maquillatge i perruqueria | José Quetglas Mercedes Guillot                                    | Candidatos |
| Millor so                        | Antonio Rodríguez Mármol Jaime Fernández James Muñoz José Vinader | Candidats  |
| Millors efectes especials        | Félix Bergés Raúl Romanillos Pau Costa Julio Navarro              | Guanyadors |

Fotogramas de Plata
| Categoria                   | Persona                     | Resultat |
| --------------------------- | --------------------------- | -------- |
| Millor pel·lícula espanyola | Millor pel·lícula espanyola | Ganadora |
| Millor actriu de cinema     | Carmen Maura                | Ganadora |

Unión de Actores y Actrices
| Categoria                                     | Persona               | Resultat   |
| --------------------------------------------- | --------------------- | ---------- |
| Millor interpretació protagonista de cinema   | Carmen Maura          | Guanyadora |
| Millor interpretació secundària de cinema     | Emilio Gutiérrez Caba | Guanyador  |
| Millor interpretació de repartiment de cinema | Terele Pávez          | Guanyadora |

Cercle d'Escriptors Cinematogràfics
| Categoria              | Persona               | Resultat   |
| ---------------------- | --------------------- | ---------- |
| Millor actriu          | Carmen Maura          | Guanyadora |
| Millor actor secundari | Emilio Gutiérrez Caba | Guanyador  |
| Millor muntatge        | Alejandro Lázaro      | Guanyador  |

## DVD
El DVD de la pel·lícula va sortir a la venda el 9 de maig de 2001, es tracta d'una bona edició per a l'any en què va sortir a la venda, però l'apartat audiovisual és pobre. Els extres inclouen: un audiocomentari del director, descripció dels habitants de la comunitat, el making off de la pel·lícula i el DVD, les escenes eliminades, els premis Goya que va obtenir i als que va ser nominada, el teaser, la galeria de fotos, el curtmetratge Mirindas asesinas.